# Funafuti

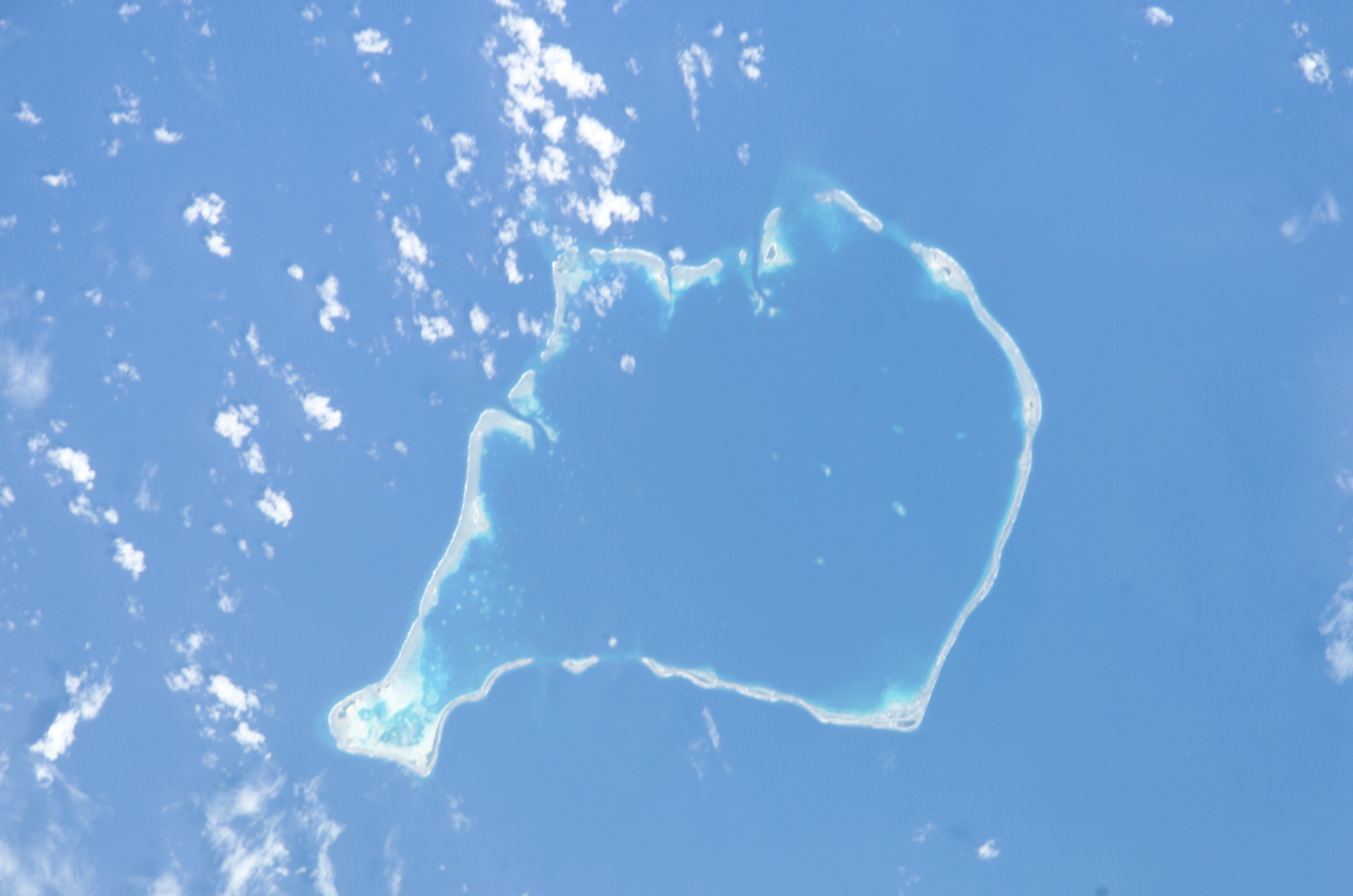
Satellitbild av Funafuti. Nordväst är uppåt på bilden.

Funafuti är en korallatoll och huvudstad i östaten Tuvalu. Regeringen sitter i byn/stadsdelen Vaiaku på huvudön Fongafale. Vid 2002 års folkräkning uppgick invånarantalet till 4 492 vilket gör den till landets mest befolkade atoll.
Funafuti består av mellan 20 och 400 meter breda landremsor som omger en stor lagun. 18 km lång och 14 km bred, med 275 km² är den Tuvalus i särklass största lagun. Landarealen för de 33 öarna uppgår till 2,4 km², vilket är mindre än 1 % av atollens totala yta. Det finns en flygplats, hotell och administrativa byggnader samt bostäder, byggda både på traditionellt sätt av palmblad och på senare tid av betong.
Den mest berömda byggnaden är kyrkan. Andra sevärdheter är resterna av ett amerikanskt flygplan som havererade på Funafuti under andra världskriget när landningsbanan användes av amerikanska styrkor i försvaret av Gilbertöarna och Marshallöarna. USA gjorde anspråk på Funafuti någon gång på 1800-talet tills ett vänskapsfördrag ingicks 1979 och trädde i kraft 1983.
Den största ön är Fongafale. Där finns fyra byar/stadsdelar, varav en by/stadsdel av dessa är Vaiaku, där Tuvalus regering och parlamentet "Fale i Fono", har sitt säte. Fongafale och Vaiaku sägs ibland vara Tuvalus huvudstad, men officiellt är hela atollen Funafuti huvudstad i landet .
Atollen har också en internationell flygplats, Funafuti International Airport.

## Byar på Funafuti
Byarna på atollens öar med invånarantalet 2002 är:

### Centrala Funafuti
- Fakaifou 1007
- Senala 589
- Alapi 1024
- Vaiaku 516

### Övriga Funafuti
Inklusive halvön Tengako i norr
- Lofeagai 399
- Teone 540
- Tekavatoetoe 343

### Funafala
- Funafara 22

### Amatuku
- Amatuku 52

## Funafutis marinvårdsområde
I juni 1996 upprättades Funatutis marinvårdsområde längs revets västra rand. Det består av sex öar och ytan uppgår till 33 km², vilket är 20 % av Funafutis yta. Landarealen på de sex öarna är 8 hektar (0,08 km²). 
Öarna, från norr till söder, med uppskattad areal i hektar är:
- Tepuka Vilivili 3
- Fualopa 2
- Fuafatu 0,2
- Vasafua 0,5
- Fuakea 1,5
- Tefala 1

## Funafutis öar
Det finns minst 33 öar i atollen. Den största är Fongafale, följd av Funafala. Åtminstone tre av öarna är bebodda, huvudön Fongafale i öst, Funafala i söder och Amatuku i norr.
- Amatuku
- Avalau
- Falaoigo
- Fale Fatu (eller Falefatu)
- Fatato
- Fongafale
- Fuafatu
- Fuagea
- Fualefeke (eller Fualifeke)
- Fualopa
- Funafala
- Funamanu
- Luamotu
- Mateika
- Motugie
- Motuloa
- Mulitefala
- Nukusavalevale
- Papa Elise (eller Funangongo)
- Pukasavilivili
- Te Afuafou
- Te Afualiku
- Tefala
- Telele
- Tengako (halvö på Fongafale)
- Tengasu
- Tepuka
- Tepuka Vili Vili
- Tutanga
- Vasafua
- Samt minst fem andra öar.